# Милош Бељић
Милош Бељић (Трстеник, 4. септембар 1933 — Београд, 25. март 2025) био је дипломата и друштвено-политички радник СФР Југославије и СР Југославије.

## Биографија
Основну школу завршио је у Трстенику, а више разреде гимназије похађао је у Трстенику и Крушевцу. Дипломирао је на  Правном факултету Београдског универзитета.
Током Народноослободилачке борбе помагао је НОП као партизански курир у команди места и партизанској дивизијској болници у Трстенику. Члан Савеза комунистичке омладине Југославије (СКОЈ) постао је у дванаестој години, као један од најмлађих. У шеснаестој години постао је члан Комунистичке партије Југославије (КПЈ).
Представљао је Југословенски студентски покрет за УН на 7. конференцији ИСМУН-а (Међународни студентски покрет за Уједињене нације) у Холандији 1955. На оснивачкој скупштини Југословенског студентског савеза за Уједињене нације (International Youth and Student Movement for the United Nations - ISMUN), одржаној у Београду, 15. марта 1956. изабран је за председника. Биран је за другог и првог ИСМУН потпредседника 1957/1959. Као домаћин, одржао је поздравни говор на 13. конференцији ИСМУН-а у Љубљани 1961.
Радни век је провео као професионални дипломата СФРЈ и СРЈ. Службовао је у Јапану, Индији, Филипинима, Индонезији, Бурми и Лаосу у својству Саветника амбасаде, генералног конзула, изванредног и опуномоћеног амбасадора. У Србији се сматра за истакнутог стручњака за Азију и политичку и привредну сарадњу Србије са азијским државама.
Као руководећи радник Савезног секретаријата за иностране послове, активно је учествовао у осмишљавању и реализацији главних праваца спољне политике СФРЈ и СРЈ, засноване на принципима билатералне и мултилатералне сарадње, Повељи УН, међународном праву, а све у интересу светског мира и јачању улоге и положаја Југославије и Србије у међународним односима. Ангажoван је на развоју билатералне сарадње са земљама Азије, Африке, Блиског истока и Латинске Америке. Био је члан Колегијума савезног секретара за иностране послове. У три мандата био је в. д. помоћника савезног секретара и руководилац Сектора за билатералне односе. Учествовао је у бројним међудржавним разговорима на нивоу шефова држава и влада, министара спољних послова и сличним приликама. Био је члан делегација СФРЈ, СРЈ, Србије и друштвених организација и учествовао на многим међународним конференцијама, укључујући и 10. самит Покрета несврстаних земаља у Џакарти 1992.  када је био заменик шефа делегације СРЈ, Владислава Јовановића.
По повратку из Јапана, 1970. Скупштина Србије изабрала га је за заменика министра за информисање, задуженог за међународни сектор.
Уочи избијања кризе у Југославији, отворено и јавно је указивао на планове страних фактора и њихово повезивање са унутрашњим сепаратистичким снагама у борби против територијалног интегритета и суверенитета СФРЈ. Већ тада је отворено говорио о страним плановима за разбијање Југославије и одвајање Космета од Србије у циљу стварања прве исламске државе у Европи. Залагао се за што ширу подршку међународне заједнице територијалном интегритету и суверенитету Југославије.
Одликован је Орденом рада са сребрним венцем. Администрација филипинске председнице Коразон Акино одликовала је орденом Сикатуна, класе Дату, Милоша Бељића, у својству амбасадора СРЈ, који му је уручен 9. марта 1989. Био је ожењен Добринком Крстић-Бељић, академском сликарком, чланицом УЛУС-а. Пензионисан је као амбасадор 1998. године.

## Дипломатске позиције
- Амбасадор СФРЈ у Републици Филипини, 1984—1989.
- Изванредни и опуномоћени амбасадор СРЈ у Републици Индонезији од 10. маја 1992. до 5. априла 1993.[6]